# Banteng Mati
Banteng Mati is een bestuurslaag in het regentschap Demak van de provincie Midden-Java, Indonesië. Banteng Mati telt 2808 inwoners (volkstelling 2010).